# Германо-българско военно гробище (Солун)
Германо-българското военно гробище в Солун е създадено след Първата световна война през 1925 година и е разрушено след края на Втората световна война в 1946 година. По-късно тленните останки са пренесени на съхранение край Волос. Намирало се е в близост до Британското военно гробище (Зейтинлък).

## Погребани български воини
- 1. Рангел Митев
- 2. Руси Минев
- 3. Христо Димитров
- 4. Иван Атанасов
- 5. Христо Георгиев
- 6. Георги Радев
- 7. Велко Панев
- 8. Никола Войнов
- 9. Ангел Петров
- 10. Илия Ефтимов
- 11. Давидко Иванчев
- 12. Атанас Велков
- 13. Петър Недев
- 14. Стефан Христев
- 15. Георги Цонев
- 16. Марин Николов
- 17. Георги Пешев
- 18. Христо Делков
- 19. Иван Петров
- 20. Иван Кичев
- 21. Христо Валев
- 22. Димитър Голиев[2]